# Царска грамота
Царска грамота (на гръцки: γράμματα или grammata – писмо, хартия за писане) e правен акт на владетел, с който се отстъпва суверенна собственост от самодържеца в полза на даден феодал под формата на феодална собственост, или с които се признават привилегии на отделни лица или институции, най-често църкви и манастири, а също така и чуждестранни търговци.
Съществена черта на всички дарствени грамоти е това, че те предоставят на институции или лица изключителни права не по силата на принадлежността към държавни структури (например – служебни превилегии на дипломати, или служебно имущество, служебна резиденция и пр.), ами по силата на дарението, т. е. по силата на милостта на владетеля-самодържател.
В най-новото време се използват и като държавни документи за дарявания/награждавания с ордени и друго.

## България
В България като държавнически актове те са заимствани от Византия. Биват издавани от българската царска канцелария.
В зависимост от вида на печата, който е прикрепен към нея, грамотата бива моливдовул (с оловен печат), аргировул (със сребърен печат) или хрисовул (със златен печат). Със златен печат са били предимно тържествени послания.
Две български преимуществени грамоти, даващи привилегии на чуждестранни търговци, са оцелели:
- Дубровнишка грамота на цар Иван Асен II, написана след 1230 г., дадена от владетеля на дубровнишките търговци;[1]
- Брашовска грамота-писмо на цар Иван Страцимир, датирана след 1369 г.,[1] осигуряваща правото на трансилвански търговци от град Брашов на свободно движение и търговия във Видинското царство.

Запазили са се и няколко дарствени грамоти:
- Ватопедска грамота на цар Иван Асен II от 1230 г., дена на Ватопедския манастир на Света гора (на български език);[1]
- Калиманова грамота на цар Калиман I Асен, приписвана на българския цар Калиман, която всъщност е фалшификат от XV–XVI век (на български език);[1]
- Виргинска грамота на цар Константин Тих Асен, дадена през 1277 г. на манастира „Св. Георги” на Виргино бърдо край Скопие, която според някои изследователи е фалшификат (на български език);[1]
- Зографска грамота на цар Иван Александър от 1342 г., дадена на на Зографския манастир на Света гора (на български език);[1]
- Круйска грамота на цар Иван Стефан от 1343 г.;
- Мрачка (Оряховска) грамота на цар Иван Александър от 1347 г. за манастира „Св. Никола” в Мрака (Радомирско) (на български език);[1]
- Три месемврийски грамоти на цар Иван Александър до три манастира в Месембрия, които са недатирани (на гръцки език);[1]
- Венецианска грамота на цар Иван Александър от 1352 г.;
- Рилска грамота на цар Иван Шишман от 1348 г., дадена на Рилския манастир (на български език);[1]
- Витошка грамота на цар Иван Шишман писана преди 1382 г. за манастира „Св. Богородица Витошка” в Драгалевци (на български език).[1]

До момента няма данни за български грамоти от Ранното средновековие.
В Третото българско царство също са се използвали грамоти.

## Русия
Терминът се използва и в Киевска Рус в периода X–XVII век, както и в някои други средновековни славянски държави, а също така и в Московското царство и Руската империя.
В руските земи, най-старата дарствена грамота е дадена от великия княз на Великото московско княжество – Иван Калита – между 1328 и 1340 г. В руските държави през XIV и XV век дарствените грамоти са материален израз на правото на благородниците да притежават земя, получено в зависимост от тяхната военни и цивилна държавна служба.

### Видове
Според предмета на дарение дарствените грамоти в Русия се делят на:
1. вотчинни (даряване някому с вотчина, имение)
2. вотчинно-превилегироващи, при които на манастир са предоставя имение и се определят превилегии, важащи на територията му
3. преимуществени – даряващи определени предимства
4. освободителни, при които светската власт разрешава на манастирите да придобиват каквото и да било недвижимо имущество
5. собствено надаряващи (договорни), имащи формата на гражданска сделка между помешчик (феодал) и манастир
6. потвърждаващи
7. дарствени, имащи формата на административни разпореждания на феодала, приближаващи се до указ.

## Днес
Пълното титуловане на руския император Павел I (в Манифеста от 1800 г.).През XX век по времето на комунизма, похвалните грамоти и почетните грамоти придобиват широко разпространение в Съветския съюз, а от там навлизат наново в България, където се използват като държавни и неофициални документи и до днес.